# Bosanski Petrovac
Bosanski Petrovac (szerbül:  Босански Петровац) város és községközpont Bosznia-Hercegovinában, a Bosznia-hercegovinai Föderáció Una-Szanai kantonjában. Bosanski Petrovac községet nyugaton Bihács, délen Drvar, délkeleten Ključ és Petrovac, északon Sanski Most és északnyugaton pedig Bosanska Krupa községek határolják.

## Fekvése
Bosznia-Hercegovina nyugati részén, Bihácstól légvonalban 48, közúton 55 km-re délkeletre fekszik. Maga Bosanski Petrovac városa a Bihács-Jajca-Knin utak kereszteződésében, a Petrovaci-mezőn, az Osječenica, Klekovača és Grmeč-hegységek között 664 méter tengerszint feletti magasságban található. A települést északról a Grmeč, nyugatról a Risovac és a Čava, délről pedig az Osječenica-hegység veszi körül. A hegyvidék erdőkben gazdag, mely a község gazdasági fejlődésének alapja. Magát a fennsíkot leginkább a karsztos talaj jellemzi. A környező lejtők lábánál előtörő néhány jelentéktelen forrástól eltekintve ezen a fennsíkon egyetlen folyó sincs, még egy kis patak sem. Bosanski Petrovac község területe körülbelül 750 1002 km2, határának teljes hossza pedig 144,20 km.
Ez a terület kiváló adottságokkal rendelkezik a hegyi és vadászati turizmus számára. A Grmeč-hegy lejtőin túrázásra, kirándulásra és vadászatra alkalmas terepek találhatók. Az erdőben gazdag Osječenica és Klekovače hegység között található az Oštrelj-hágó. Ősidők óta értékes klimatikus üdülőhelyként ismert, mely felkeltette a természetben nyaralni vágyók és a kíváncsiskodók figyelmét. Bosanski Petrovacról még fontos megjegyezni az ottani szőnyeggyártást. Bosanski Petrovac város a következő városrészekből áll: Centar, Gaj, Donji, Srednji, Gornji Bišćani, Bahići, Jukići, Linića Lokva, Hujići, Pekijska, Ploča, Novo Naselje, Skenderovo naselje és Didovići.

## Népessége

### A város
| Nemzetiségi csoport | Népesség 1991 | Népesség 2013 |
| ------------------- | ------------- | ------------- |
| Szerb               | 2345          | 777           |
| Bosnyák             | 2678          | 2574          |
| Horvát              | 28            | 9             |
| Jugoszláv           | 253           | 1             |
| Egyéb               | 77            | 67            |
| Összesen            | 5381          | 3427          |

### A község
| Nemzetiségi csoport | Népesség 1991 | Népesség 2013 |
| ------------------- | ------------- | ------------- |
| Szerb               | 11694         | 3996          |
| Bosnyák             | 3288          | 3179          |
| Horvát              | 48            | 26            |
| Jugoszláv           | 366           | 2             |
| Egyéb               | 225           | 125           |
| Összesen            | 15621         | 7328          |

## Története
A Bosanski Petrovac területén előkerült legősibb lelet, egy szekerce, mely a bronzkorból, vagy a vaskorból származik. Bosanski Petrovac környéke fontos utak kereszteződésében levő vidékként már a római korban is lakott volt. Ezt a területén fekvő 15 település római kori leletei igazolják. A Bukovača lelőhelyen egy római nekropolisz nyomai vannak, ahol egy késő ókori sírt és egy római érmét tártak fel. A római élet nyomait ma is őrzik Cimeš, Bjelajski Vaganac és Vođenica helység közelében. Bíborbanszületett Konstantin 950-ben Pset néven említi. A mindössze 16 középkori lelőhely azt mutatja, hogy ez a földrajzilag igen nagy terület még ebben az időszakban is ritkán lakott volt. Bjelaj (régiesen: Bilaj) középkori vára a Bjelajsko (Bilajsko) mező szélén található. Az iratok először 1495-ben említik. A vár középkori épületei még mindig meglehetősen jó állapotúak. A vár legrégebbi magja egy körülbelül 16 m magas, erőteljes kerek toronyból és egy erős sánccal körülvett ciszternával ellátott várudvarból áll. A torony mellett van a vár főbejárata. A középkori emlékek közül meg kell említeni Covka várát, amelyet a 15. században említettek. A vár romjai az eredeti őskori sáncon találhatók. A történelmi források a Hum plébánia királyi váraként említik. Covka leghíresebb birtokosai az Orlović nemzetség voltak, akik egészen 1524-ig tartották fenn a várat, amíg az oszmán uralom alá nem került. A mai Bosanski Petrovac helyén található települést az írásos okiratok 1334-ben említik „St. Petri de eodem” alakban. Ferdo Šišić történetíró Pset Bíborbanszületett Konstantin által említett várát és azonos nevű plébániáját erre a helyre helyezi. Ettől függetlenül Pset és a Psetska plébánia elhelyezkedése a mai napig tisztázatlan, ezért ezt az információt nagyon óvatosan kell kezelni.

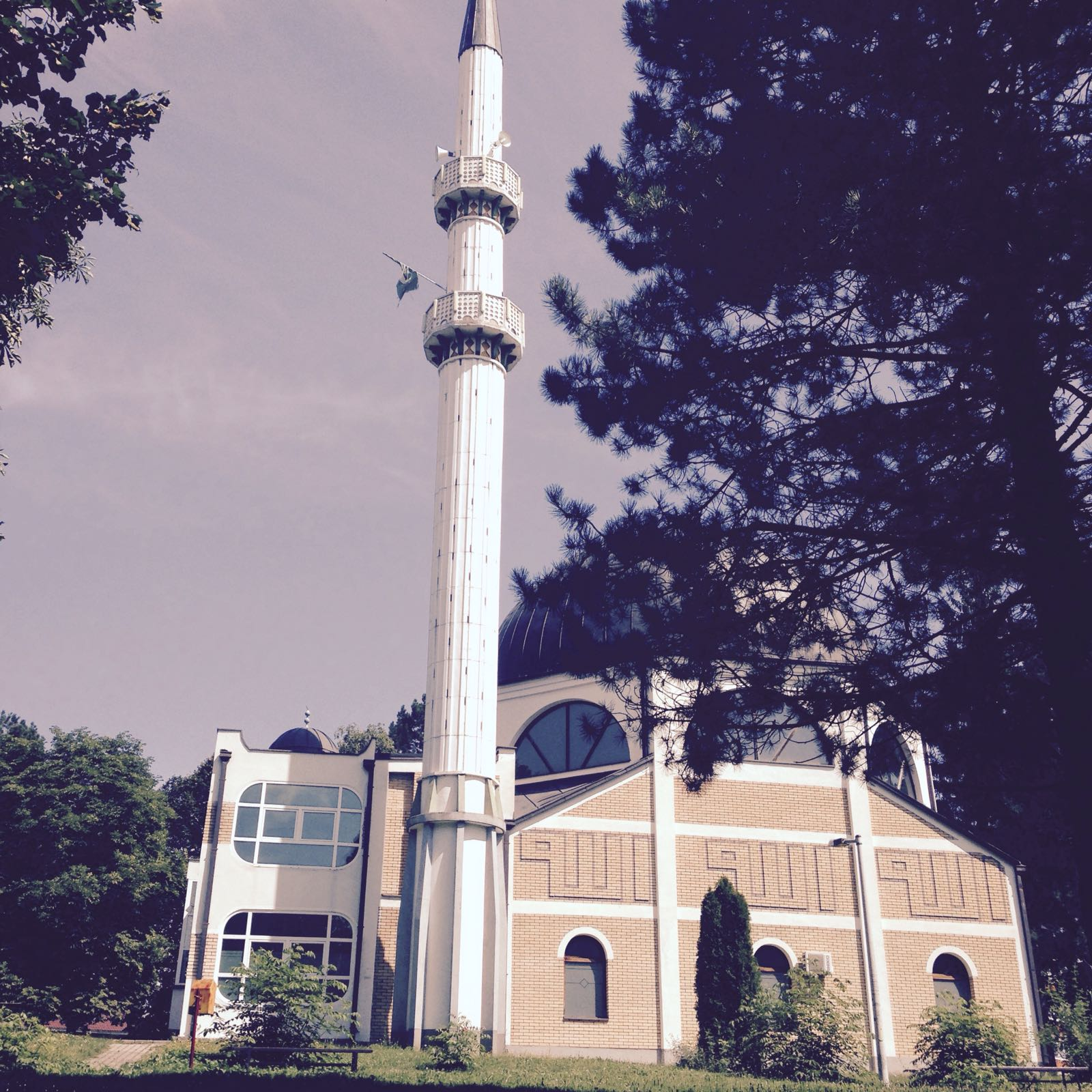
A városi mecset épülete

Az oszmánok 1520 és 1530 között hódították meg ezt a területet, és megszervezték a Novosel kadilukot. Bosanski Petrovac a Bosanska Krajina egyik fiatalabb városa. A város III. Ahmed oszmán szultán uralkodása alatt épült fel. A karlócai béke (1699) után az addig az Oszmán Birodalomhoz tartozó Lika és Dalmácia a Habsburg Birodalom, illetve a Velencei Köztársaság fennhatósága alá került, és a boszniai muszlim lakosság kivonult ezekről a területekről, és az oszmán kézen maradt vidékeken, Kulen Vakuf, Bjelaja, Bihács, Cazin és a jelenlegi Bosanski Petrovac területén telepedett le, ahol várat is építettek. A várban egy tabia (ágyútorony) és egy többszintes torony volt, amely a krajnai régió legmagasabbjai közé tartozott. Petrovac vára jó állapotban érte meg Ausztria-Magyarország 1878-as megszállását. Valószínűleg 1905-ben a szabályozási terv végrehajtása során bontották le. Az oszmán uralom alatt a Petrovac kapitányság székhelye volt. 
A második világháború során egész Bosznia-Hercegovina területét a Független Horvát Államhoz (NDH) csatolták. Ebben az időszakban a települést Hrvatski Petrovacnak nevezték. A horvát hatalom ellen szerb felkelés törtki, mely során 1941 nyarán a Petrovac környéki csetnikek etnikailag megtisztították ezeket a területeket a horvátoktól. A horvátok bosszúja sem maradt el. A Bosanski Petrovac községben levő 12 ortodox templomból 8 teljesen vagy részben megsemmisült. Magán Bosanski Petrovacban 1941 őszén a horvátok elkezdték lerombolni az ortodox templomot, de ebben megakadályozták őket az olaszok, akik ekkor már másodszor foglalták el az NDH ezen részét. Megsemmisültek az ortodox templomok Prkosima, Kolunić, Vukovača, Janjanima, Krnjeuša, Kulen-Vakuf falvakban és a Rmnje kolostorban. Néhány ortodox templomot a horvátok istállóvá alakítottak át, így járt a Bosanski Petrovac-i templom is. A horvátok az 1941-1945 közötti időszakban Bosanski Petrovac község területén 22 kivégzési helyen 3790 szerb állampolgárságú személyt öltek meg következetes népirtással. Ez a szám nem tartalmazza a risovaci és boričevaci barlangok áldozatait. 1941 november 1-jén megalakult a NOVJ Első Proletár Hadosztálya, amelynek székhelye Petrovac volt. 1942. november 8-án Petrovacon a NOVJ Első Proletár Brigádja csapatzászlót kapott a NOV és a POJ (a Népi Felszabadító Hadsereg és a Jugoszláviai Partizán Hadsereg) legfelsőbb parancsnokától, Josip Broz Titótól. A második világháború idején az AFŽ (Antifasiszta Nőfront) első kongresszusát és a partizánorvosok első kongresszusát Bosanski Petrovacban tartották. A csetnik-partizán koalíció 1943 februárjáig tartotta uralma alatt ezt a területet, amikor a németek megkezdték a Weiss 1 hadműveletet, és a partizánokat a Neretva felé szorították vissza. 1942-ben Petrovac a horvát ortodox egyház püspökségének székhelye lett. A háború után, 1949-ben az akkori kommunista hatóságok parancsára a város katolikus templomát lebontották.

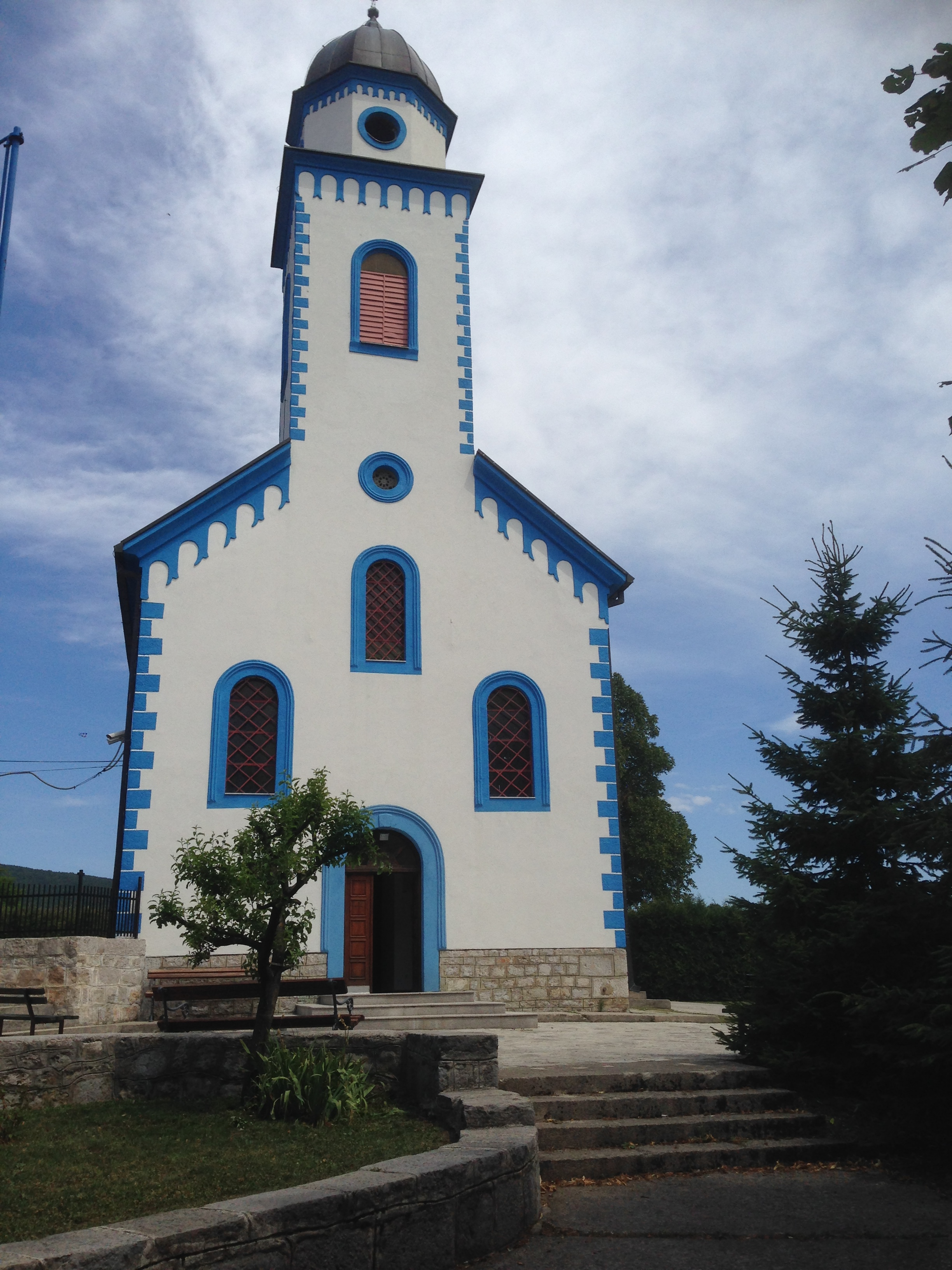
A Szent Péter és Pál ortodox székesegyház

Az 1992–1995-ös boszniai háború alatt a város szerb többsége a városban maradt, míg a bosnyákok és horvátok kénytelenek voltak elhagyni otthonaikat. 1991-ben a petrovaci rögtönzött reptérről a JNA egész Horvátország területén hajtott végre akciókat. A Bosznia-Hercegovina elleni szerb agresszió során Bosznia-Hercegovina ezen része a boszniai szerb erők ellenőrzése alá került, akik 1992 márciusa és szeptembere között 72 petrovaci muszlimot öltek meg. 1992. szeptember 13-án az összes helyi bosnyákot elvitték lelőni, de néhány lelkiismeretes helyi szerb felhívta a drvari JNA különítményt, akik megakadályoztak egy jelentős mészárlást. Minden muszlimot Travnikba, néhányat pedig egyéb táborokba hurcoltak. Aztán 1995-ben, amikor a háború a végéhez közeledett, a Bosznia-Hercegovinai Köztársaság hadserege (ARBiH) elfoglalta Bosanski Petrovacot, és a háború végéig bosnyák kézen maradt. A daytoni békeszerződéssel Bosanski Petrovac nagy része a Bosznia-hercegovinai Föderációhoz, kisebb része (Bukovača és Drinić) a Szerb Köztársasághoz került. A következő években a szerbek visszatérését jogilag akadályozták, 1996-tól azonban a mai napig minden menekült (szerbek és bosnyákok), akik vissza akartak térni, visszatérhetett. Milorad Dodik kezdeményezést indított a Bosznia-Hercegovinai föderáció szerb önkormányzatai (Drvar, Glamoč, Bosansko Grahovo, Bosanski Petrovac) részére az autonómia megadása érdekében. 2017-ben, 75 évvel a lebontása után megállapodás született egy katolikus templom Bosanski Petrovacban történő felépítéséről.

## Oktatás

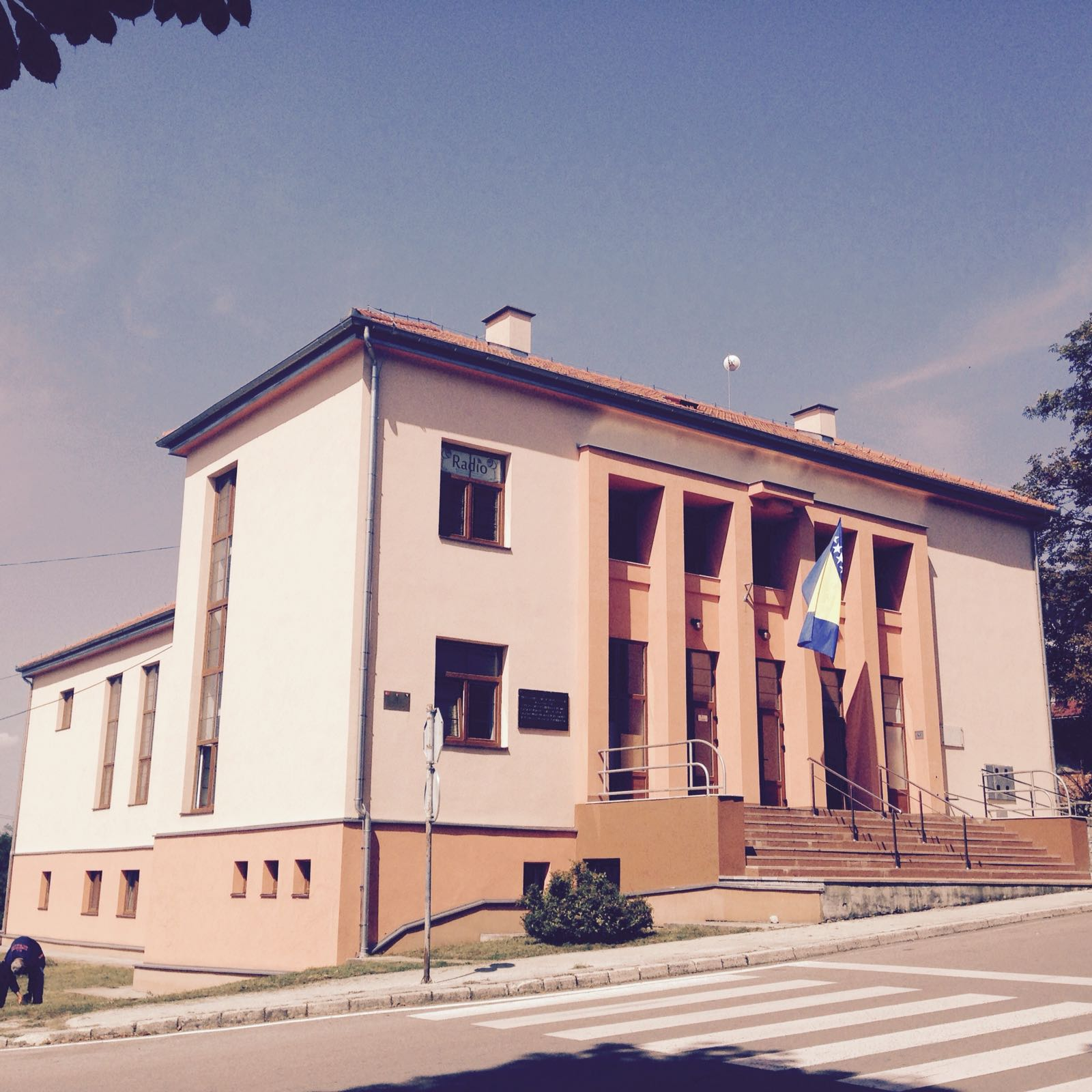
A kultúrház épülete

- Ahmet Hromadžić általános iskola, ennek az iskolának regionális iskolái vannak Krnjeusában, Bravskiban, Smoljanában, Vrtočban, Bjelajban.

- Az MSŠ Bosanski Petrovac középiskola erdészeti műszaki, gazdasági technikusi szakképzéssel, valamint autószerelő, fodrász, lakatos, szakács és pincér szakmák képzésével foglalkozik.

## Sport
- NK Mladost Bosanski Petrovac labdarúgóklub
- OK Mladost Bosanski Petovac röplabdaklub
- KK Mladost Bosanski Petrovac kosárlabdaklub
- Karate Klub Bosanski Petrovac
- ŠK Bosanski Petrovac sakk-klub
- Klub planinara Bosanski Petrovac hegymászóklub

## Nevezetességei
- Szent Péter és Pál apostolok tiszteletére szentelt ortodox székesegyháza 1890-ban épült. A templomot, mely 1941-ben súlyosan megsérült és megszentségtelenítették, 1969/70-ben és 1985/86-ban felújították. 1991-1994 között, Krizosztom püspök idejében a templomot teljesen felújították és 1994. július 17-én szentelték fel. A boszniai háború során újra megrongált templomot 2001 és 2004 között állították helyre. A templom belsejének déli és északi oldalát a híres akadémiai festő, Mihailo Rakita festette ki.

## Fordítás
- Ez a szócikk részben vagy egészben  a   Bosanski Petrovac című bosnyák Wikipédia-szócikk ezen változatának fordításán alapul.  Az eredeti cikk szerkesztőit annak laptörténete sorolja fel. Ez a jelzés csupán a megfogalmazás eredetét és a szerzői jogokat jelzi, nem szolgál a cikkben szereplő információk forrásmegjelöléseként.
- Ez a szócikk részben vagy egészben  a   Bosanski Petrovac című horvát Wikipédia-szócikk ezen változatának fordításán alapul.  Az eredeti cikk szerkesztőit annak laptörténete sorolja fel. Ez a jelzés csupán a megfogalmazás eredetét és a szerzői jogokat jelzi, nem szolgál a cikkben szereplő információk forrásmegjelöléseként.
- Ez a szócikk részben vagy egészben  a(z)   Босански Петровац című szerb Wikipédia-szócikk ezen változatának fordításán alapul.  Az eredeti cikk szerkesztőit annak laptörténete sorolja fel. Ez a jelzés csupán a megfogalmazás eredetét és a szerzői jogokat jelzi, nem szolgál a cikkben szereplő információk forrásmegjelöléseként.